# Nobusuke Takatsukasa
Le duc Nobusuke Takatsukasa (鷹司 信輔) (29 avril 1889 - 1er février 1959), fils de Takatsukasa Hiromichi, est un homme politique de l'ère Meiji (1868–1912) membre de la Chambre des pairs du Japon de la Diète du Japon. Son frère est Nobuhiro Takatsukasa et son fils Toshimichi Takatsukasa.

## Source de la traduction
- (en) Cet article est partiellement ou en totalité issu de l’article de Wikipédia en anglais intitulé « Takatsukasa Nobusuke » (voir la liste des auteurs).